# 保菌動物
保菌動物（ほきんどうぶつ）とは、ある特定の細菌を体内または体表に保持している動物のこと。